# Saint-Liguori
Saint-Liguori, antes conocido como Lacouareau y Saint-Alphonse-de-Liguori,  es un municipio de parroquia perteneciente a la provincia de Quebec en Canadá. Está ubicado en el municipio regional de condado (MRC) de Montcalm en la región administrativa de Lanaudière.

## Geografía
Saint-Liguori se encuentra en la parte noreste del MRC de Montcalm, en la frontera con el MRC de Joliette y 20 kilómetros al norte de Saint-Roch-de-l’Achigan. Limita al norte con Saint-Ambroise-de-Kildare, al norte con Saint-Charles-Borromée y Saint-Pierre, al este con Crabtree, al sur con Saint-Jacques, al suroeste con Sainte-Julienne y al noroeste con Rawdon. Su superficie total es de 51,76 km², de los cuales 50,86 km² son tierra firme. Los ríos Ouareau y Rouge bañan el territorio.

## Urbanismo
La carretera 346 ( QC 346 ) une Saint-Liguori con Saint-Jacques al oeste y Saint-Charles-Borromée al este. El rang Montcalm y el rang de l’Église, que bordean el río Ouareau y atraviesan el pueblo, une la localidad a Rawdon al norte y a Crabtree al sur.

## Historia
Los primeros habitantes, descendientes de Acadianos y de Irlanda, se establecieron en esta parte alta del señorío Saint-Sulpice en 1794. Estas familias acadianos se habían establecido en la región de L'Assomption en 1766, después de la Deportación de 1755, y después en Saint-Jacques. El luego era conocido como Lacouareau, palabra que procede del algonquin naguaro significando a lo lejos, haciendo referencia a un lago del Ouareau imaginario. La parroquia católica de Saint-Liguori, honrando Alfonso María de Ligorio, fue creada en 1850 a partir de partes de territorios de las parroquias de Saint-Jacques-de-l’Achigan y de Saint-Ambroise-de-Kildare. La oficina de correos del mismo nombre abrió en 1854.
El municipio de parroquia de Saint-Alphonse-de-Liguori en 1855 y cambió su nombre por el de Saint-Liguori en 1961.

## Política
Saint-Liguori forma parte del MRC de Montcalm. El consejo municipal se compone del alcalde y de seis consejeros sin división territorial. La alcaldesa actual (2015) es Ghislaine Pomerleau, que sucedió a Serge Rivest en 2013.
|            | 2005-2009                                                                                   | 2009-2013                                                                                        | 2013-2017                                                                                        |
| Alcalde    | Serge Rivest                                                                                | Serge Rivest                                                                                     | Ghislaine Pomerleau                                                                              |
| Consejeros | Claude Belisle Jean Bourgeois Chantal Gaudet Alain Grenier Lison Paquet Ghislaine Pomerleau | Claude Belisle Jean Bourgeois Chantal Gaudet Lison Paquet Pierre-Luc Payette Ghislaine Pomerleau | Claude Belisle Jean Bourgeois Pierre-Luc Payette Karine Pomerleau# Jean-Paul Richard Rémy Rivest |

* Al inicio del termo pero no al fin.  ** Al fin del termo pero no al inicio.  # En el partido del alcalde.
El territorio del municipio está ubicado en la circunscripción electoral de Joliette a nivel provincial y de Montcalm a nivel federal.

## Demografía
Según el censo de Canadá de 2011, Saint-Liguori contaba con 1976 habitantes. La densidad de población estaba de 39,1 hab./km². Entre 2006 y 2011 hubo una adición de 89 habitantes (4,7 %). En 2011, el número total de inmuebles particulares era de 858, de los que 787 estaban ocupados por residentes habituales, otros siendo en mayor parte residencias secundarias.
Evolución de la población total, 1991-2015

## Sociedad

### Personalidades
- Firmin Dugas (1830-1889), político.
- Joseph-Arsène Richard (1859-1945), religioso.
- J.-Georges Ratelle (1883-?), político.
- Roger Gaudet (1945-), alcalde y diputado.